# Etienne du Perche
Etienne du Perche (Hertogdom Normandië, 1140 – Jeruzalem, 1169) was een edelman uit het graafschap Perche in het koninkrijk Frankrijk. Hij was kanselier (1166-1168) van het Normandische koninkrijk Sicilië dat bestuurd werd door zijn verwante koningin-regentes Margaretha van Navarra. Hij was korte tijd aartsbisschop van Palermo (1167-1168) en volgens sommige bronnen enkel aartsbisschop-elect.

## Namen

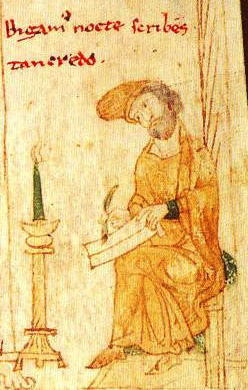
Etienne's tegenstrever op de kanselarij: hoofdklerk Matteo van Ajello

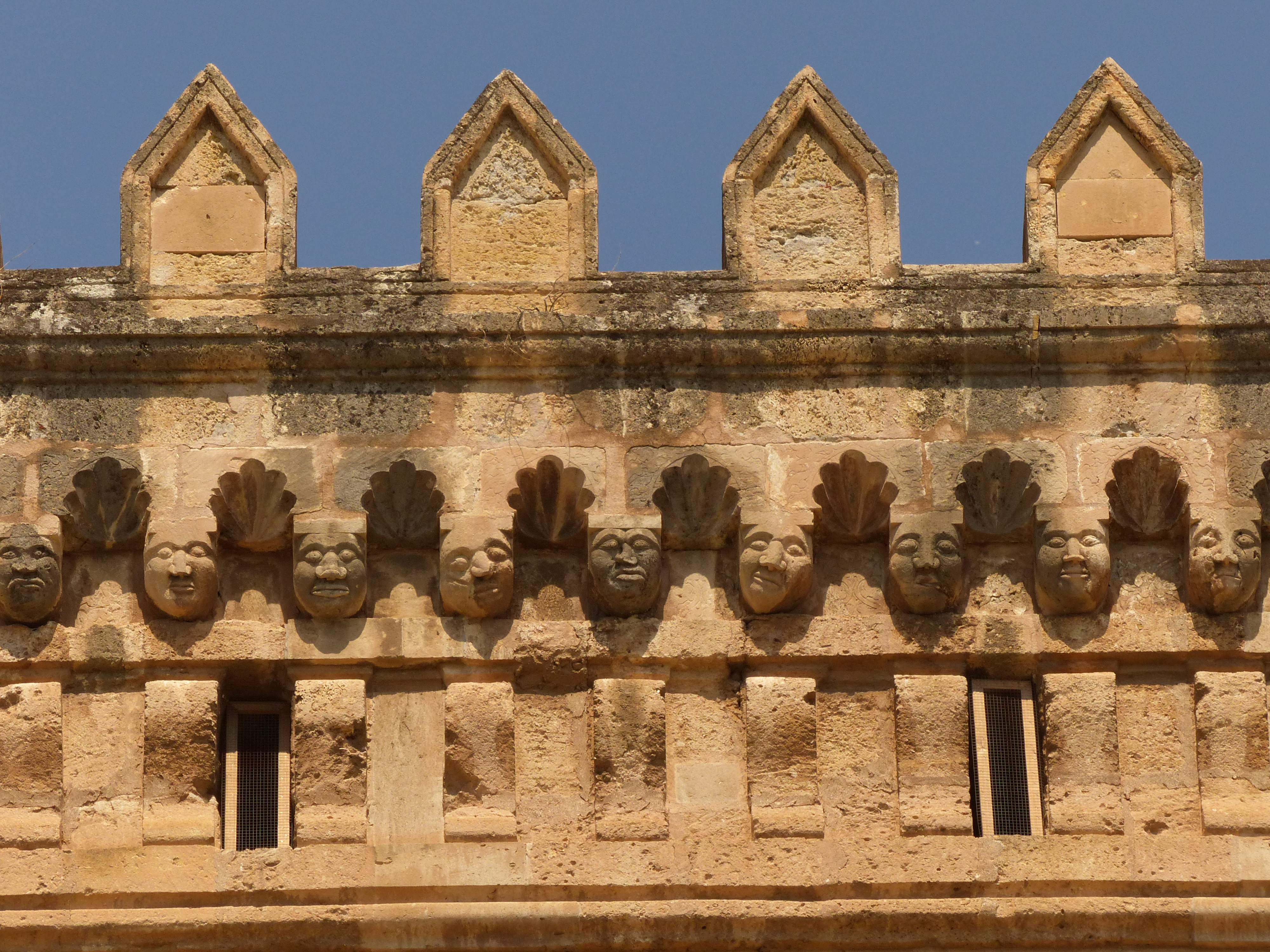
Kathedraal van Palermo, detail. Normandisch deel.

- Stéfano di Perche, zijn naam in het Italiaans
- Stephanus de Percia, zijn kerkelijke naam in het Latijn.

## Levensloop
Etienne groeide op in het graafschap Le Perche. Dit lag in een uithoek van het hertogdom Normandië in het koninkrijk Frankrijk. Hij was een natuurlijke zoon van graaf Rotrud III van Perche.
In 1166 stierf Willem I, de Normandische koning van Sicilië. Zijn weduwe Margaretha werd regentes ten behoeve van de minderjarige Willem II van Sicilië, bijgenaamd Willem de Goede. Margaretha vroeg Rotrou, aartsbisschop van Rouen om raad. Rotrou stuurde Etienne du Perche een verwante van haar naar Sicilië. In het gevolg van Etienne du Perche zat onder meer de theoloog en kerkjurist Peter van Blois. In de zomer van 1166 kwamen Etienne en de zijnen aan op Sicilië. Hij kende niets van het multiculturele land: het land was in handen van Normandische edelen en kende minderheden die Griekstalig waren en moslims, die ondanks vervolgingen, blijven wonen waren na de val van het emiraat Sicilië. Zo begreep Etienne niet dat er moslims aan het Koninklijk Hof werkten. Etienne slaagde er bovendien in om iedereen tegen zich in het harnas te jagen. Machtige Normandische edelen lieten openlijk hun ongenoegen blijken over zijn benoeming tot kanselier, een beslissing van regentes Margaretha in de herfst van 1166. 
In 1167 verkoos het kapittel van de kathedraal van Palermo Etienne tot hun aartsbisschop. Vermoedelijk werd hij in 1168 effectief tot aartsbisschop gewijd. De verkiezing tot aartsbisschop van de hoofdstad zette het Koninklijk Hof op stelten: de Normandische baronnen, de eunuchen en de moslims. Etienne plande de verhuis van het Hof van Palermo naar Messina, dat dichter bij Apulië lag. Etienne bestelde immers militaire hulp bij zijn neef, Gilbert van Perche, een kleinzoon van Rotrud III; deze Gilbert was door de koningin-regentes prompt graaf van Gravina in Apulië benoemd. Etienne had hem in Gravina tevoren een bezoekje gebracht.
Misnoegde edellieden beraamden een aanslag op Etienne in december 1167. Dit was het moment dat Etienne met de koningin-regentes, de jonge prins Willem de Goede en de hofhouding hun intrek namen in Messina. De drie belangrijkste aanstokers waren de magister notarius of hoofdklerk van de kanselarij Matteo van Ajello, Riccardo Palmer de bisschop-elect van Syracuse en Gentilis de bisschop van Agrigento. De aanslag werd ontdekt. Twee van de drie aanstokers vlogen in de gevangenis; de derde, bisschop Gentilis, vluchtte op tijd weg van het Hof. In maart 1168 braken in Messina rellen uit gericht tegen Etienne. Nadat de opstand was neergeslagen keerde het Koninklijk Hof weer naar Palermo. Matteo van Ajello en Riccardo Palmer mochten de gevangenis verlaten. 
Maar ook in Palermo braken rellen uit. In de zomer van 1168 werd kanselier-aartsbisschop Etienne het slachtoffer van een klopjacht. Enkele hovelingen persten Etienne af om hem een veilig vertrek uit Sicilië te gunnen. De hovelingen waren Matteo van Ajello, Riccardo Palmer van Syracuse, Romualdo Guarno de bisschop van Salerno, Giovanni de bisschop van Malta en een zekere Riccardo, van wie verhaald wordt dat hij homoseksueel was en van het Hof weggestuurd was. Etienne trad af als kanselier van Sicilië en aartsbisschop van Palermo (1168). Walter Offamilio werd aartsbisschop van Palermo, ondanks tegenstand van regentes Margaretha die nog hoopte op een terugkeer van Etienne.
Etienne reisde vervolgens met enkele metgezellen naar het koninkrijk Jeruzalem, een van de kruisvaardersstaten (1168). Hij stierf er kort nadien ten gevolge van een ziekte (1169). Hij werd in een kerk in Jeruzalem ten grave gedragen.
In het koninkrijk Sicilië werd regentes Margaretha gedwongen de Kroonraad uit te breiden tot een recordaantal van tien leden, familiares regis genoemd. De raad bestond in 1169 uit vijf prelaten, drie graven en twee hovelingen van wie een moslim. Dit reflecteerde het machtsevenwicht aan het Hof na het vertrek van kanselier Etienne. Matteo van Ajello, een van de familiares, werd bevorderd van hoofdklerk tot vicekanselier van Sicilië (1169). Riccardo Palmer besteeg de bisschopstroon van Syracuse (1169), nadat hij er al veertien jaar op gewacht had.